# Port lotniczy Gonder
Port lotniczy Gonder (kod IATA: GDQ, kod ICAO: HAGN) – etiopskie lotnisko obsługujące Gonder.

## Linie lotnicze i połączenia
| Linia Lotnicza     | Kierunek                            |
| ------------------ | ----------------------------------- |
| Ethiopian Airlines | 1. Addis Abeba 2. Aksum 3. Lalibela |